# 発泡剤
発泡剤（はっぽうざい、英語: blowing agent）とは、製品中に泡を生じさせるために添加される薬品のこと。分解によりガスを生じる物質、またはそれ自体ガスとなる物質である。
起泡剤の一種であることから、しばしば「発泡剤」と「起泡剤」の語が混用されることがある。

## 主な発泡剤と原理
炭酸水素ナトリウム、熱分解により二酸化炭素、水を発生
{\displaystyle 2NaHCO_{3}=Na_{2}CO_{3}+CO_{2}+H_{2}O}
炭酸アンモニウム、熱分解によりアンモニア、二酸化炭素、水を発生
{\displaystyle (NH_{4})_{2}CO_{3}=2NH_{3}+CO_{2}+H_{2}O}

## 利用
- ゴム用発泡剤として炭酸水素ナトリウム、炭酸アンモニウム、ジアゾアミノベンゼン、N,N'-ジニトロソペンタメチレンテトラミンを利用。
- 発泡スチロール製造にブタン、ペンタン、ヘキサンを利用。
- 泡消火器に硫酸アルミニウムと炭酸ナトリウムの混合粉末を利用。
- パン製造に炭酸水素ナトリウムを利用。
- 炭酸カルシウムを廃ガラスのリサイクル利用とする防犯砂利の製造に使用。